# Олдскульный хип-хоп
Олдскульный хип-хоп (англ. Old-school hip hop, также пишется old skool) — музыкальный период в хип-хоп-музыке, самая ранняя коммерчески записанная хип-хоп-музыка. Как правило, это относится к музыке, созданной в период с 1979 по 1983 год. Считается, что олдскульный хип-хоп закончился в 1983 году с появлением Run-D.M.C. из-за изменений в технике рэпа, а также в сопровождающей музыке и ритмах.
Образ, стили и звуки олдскульного хип-хопа были продемонстрированы такими фигурами, как Grandmaster Flash, Afrika Bambaataa, DJ Kool Herc, Treacherous Three, Funky Four Plus One, Kurtis Blow, The Sugarhill Gang, Melle Mel, Super-Wolf, West Street Mob Spoonie Gee, Kool Moe Dee, Busy Bee Starski, Lovebug Starski, The Cold Crush Brothers, Warp 9, T-Ski Valley, Grandmaster Caz, Doug E. Fresh, The Sequence, Jazzy Jay, Rock Steady Crew и Fab Five Freddy.
Для него характерны более простые техники рэпа того времени, а основное внимание уделяется темам, связанным с вечеринками. Лирика обычно не была очень важной частью олдскул рэп-песен. Были, однако, исключения, такие как «How We Gonna Make the Black Nation Rise» (с англ. — «Как мы собираемся поднять чёрную нацию») от Brother D, и «Hard Times» (с англ. — «Тяжёлые времена») от Kurtis Blow (оба выпущены в 1980 году), в которых исследовались социально значимые идеи. Выход альбома The Message от Grandmaster Flash and The Furious Five в 1982 году ознаменовал появление хип-хопа в качестве социального подтекста, позволяя будущим артистам, таким как Public Enemy и N.W.A, в последующие годы создавать идентичность на основе социально сознательных тем. Олдскул-рэперы широко уважаются нынешними хип-хоп-артистами и фанатами, и многие утверждают, что они внесли свой вклад в развитие хип-хопа.

## Музыкальные характеристики и темы
Олдскульный хип-хоп известен своей относительно простой техникой рэпа, по сравнению с более поздней хип-хоп-музыкой. Такие исполнители, как Melle Mel, будут использовать несколько слогов на такт музыки, с простыми ритмами и умеренным темпом.
Большая часть темы олдскульного хип-хопа сосредоточена вокруг вечеринок и приятного времяпровождения. В книге How to Rap (с англ. — «Как читать рэп») Immortal Technique объясняет, как контент вечеринок сыграл большую роль в олдскульном хип-хопе: «Хип-хоп родился в эпоху социальных потрясений … так же, как рабы пели песни на плантацих … это песни для вечеринок, которые у нас были».
Как упоминалось ранее, заметным исключением является песня «The Message», которая была написана, спродюсирована и в основном исполнена Дьюком Бути (англ. Duke Bootee). Это было предложено Грэндмастеру Флэшу (руководившему группой), и он отказался от этого, сославшись на то, что никто не хочет слышать реальность и что эта музыка была лишь для вечеринок. Однако Мелли Мэл (англ. Melle Mel) позже связался с Дьюком Бути и сказал, что хочет принять участие. На «The Message» Мелл Мел исполнил куплет, который он зачитал в песне «Super Rappin'» 1979 года, а остальное фактически написал сам Дьюк Бути. Как только песня была закончена, она была выпущена под флагом Grandmaster Flash and The Furious Five, чтобы придать ей немного доверия. Песня стала хитом и ввела социальный подтекст в хип-хоп. Грэндмастер Флэш обычно не упоминается в «The Message», к которой он не имеет абсолютно никакого отношения, а Дьюк Бути не упоминается в документальных фильмах или хип-хоп-историками. Дьюк Бути только спродюсировал (ещё раз) и исполнил рэп на «The Message II (Survival)» вместе с Мелли Мэл в 1983 году.
Рэп-баттл был также частью эстетики олдскульного хип-хопа. Обсуждая рэп-баттл, рэпер Esoteric (из 7L & Esoteric) сказал: «Многое из моих песен вытекает из олдскульного хип-хопа, например, этика хвастовства». Знаменитый баттл по олдскульному хип-хопу произошёл в декабре 1981 года, когда Kool Moe Dee бросил вызов Busy Bee Starski. Поражение Busy Bee Starski более сложному рэпу Kool Moe Dee означало, что «MC больше не был простым комиком с ловким языком, который должен понравиться залу; он был комментатором и рассказчиком». В документальном фильме Beef KRS-One также считает, что это вызвало сдвиг в рэпе.
Научная фантастика/Афрофутуризм была ещё одной темой, введённой в хип-хоп. Выход Planet Rock в 1982 году изменил правила игры, как будто «зажгли свет». Сочетание электронной ударной установки и рэпа Африки Бамбаатаа звучало как «оркестр, взлетавший в космос». Песня «Light Year Away» (1983) группы Warp 9, спродюсированная и написанная Лотти Голден и Ричардом Шером, исследовала социальные подтексты с научной точки зрения. «Светлый камень афрофутуризма ранних 80-х», «Light Years Away», характеризуется как «блестяще редкий кусок электро-хип-хопа, пересекающий внутреннее и внешнее пространство».
Фристайл во времена олдскул эры хип-хопа определялся иначе, чем сегодня. Kool Moe Dee ссылается на это более раннее определение в своей книге There’s a God on the Mic: «Есть два типа фристайла. Есть олдскул фристайл, который в основном рифмует то, что вы написали, что может не иметь никакого отношения к какому-либо предмету или что происходит повсюду. А есть фристайл, где вы вытаскиваете мысли из головы». В олдскульном хип-хопе Kool Moe Dee говорит, что импровизационный рэп вместо этого назывался «выходящий из головы». Он называет это «настоящим олдскул фристайлом». Это противоречит более позднему определению, определяющему фристайл как «импровизационный рэп, похожий на джазовое соло».
В олдскульном хип-хопе часто звучали семплирующие диско и фанк треки, такие как «Good Times» от Chic, когда они исполнялись вживую в 1970-х годах. Записанный хип-хоп (такой как «Rapper’s Delight» от Sugarhill Gang) будет использовать живую музыку, чтобы сделать каверы на знаменитые брейки с районных вечеринок 1970-х годов. Однако, после Planet Rock, электро-фанк (электронная драм-машина Roland TR-808, воссоздающая оригинальный звук брейкбита 1970-х годов от теперь печально известных районных вечеринок) стал основным методом продакшена между 1982 и 1986 годами (изобретение семплера позже в 80-е года и песня «Eric B for President» от Eric B & Rakim вернули оригинальное звучание брейкбита 1970-х годов обратно в хип-хоп, называемое сегодня как звучание «бум-бэп»). Использование расширенных перкуссионных брейков привело к разработке методов микширования и скретчинга. Скретчинг был создан Grand Wizard Theodore в 1977 году, а техника получила дальнейшее развитие у других выдающихся диджеев, таких как Grandmaster Flash. Одним из примеров является «Adventures on the Wheels of Steel», который был полностью создан Флэшем на проигрывателях.
Куинси Джонс был влиятельной фигурой в хип-хопе в качестве музыкального продюсера для Mercury Records и в итоге стал его вице-президентом, что сделало его популярным в культуре хип-хопа. Он продолжал издавать журнал Vibe, который стал краеугольным камнем в истории хип-хопа.

## История
Олдскульный хип-хоп обычно относится к музыке, созданной примерно в 1979 году, однако этот термин может также применяться к музыке, появившейся ранее в стиле хип-хоп. «Here Comes the Judge» (1968) от Pigmeat Markham часто называют «олдскульным хип-хопом».